# Горшков, Александр Алексеевич
Александр Алексеевич Горшков — вице-президент по связям с органами государственной власти в «Холдинг ТНК-ВР», бывший арбитражный управляющий, директор Таганрогского металлургического завода (2002).

## Биография
В середине 1990-х годов Александр Горшков принимал участие в антикризисном управлении на Московском шинном заводе.
В 2001—2002 годах участвовал в банкротстве АО «Носта» (Орско-Халиловский металлургический комбинат).
С 5 марта 2002 года в ходе продолжавшегося конфликта акционеров был назначен генеральным директором ОАО «Таганрогский металлургический завод».
В июле 2005 года избран членом Совета директоров ОАО «ТНК-BP Холдинг».
В 2008 году вошел в десятку лучших GR-специалистов «Рейтинга наиболее эффективных отраслевых специалистов по связям с органами государственной власти» по версии Российского профессионального портала о лоббизме и GR Lobbying.ru.